# دولار نيوزيلندي
الدولار النيوزيلندي هو عملة نيوزيلندا، وسيستخدم أيضاً في جزر كوك، ونييوي. رمزه NZD.

## الأوراق النقدية
في عام 1999 أصدرت السلسة السادسة من البوليمر. في 2015-2016 أصدرت السلسلة السابعة الجديدة، اعتبارًا من عام 2021 ، تعتبر أوراق السلسلة 6 و7 قانونية.
| القيمة         | الأبعاد          | اللون          | الوصف                                                           | الوصف                                                           | الوصف                   | تاريخ الصك     |
| القيمة         | الأبعاد          | اللون          | الوجه                                                           | العكس                                                           | العلامة المائية         | تاريخ الصك     |
| السلسة السادسة | السلسة السادسة   | السلسة السادسة | السلسة السادسة                                                  | السلسة السادسة                                                  | السلسة السادسة          | السلسة السادسة |
| -------------- | ---------------- | -------------- | --------------------------------------------------------------- | --------------------------------------------------------------- | ----------------------- | -------------- |
| $5             | 135 ملم × 66 ملم | برتقالي        | السير إدموند هيلاري اوراكي/جبل كوك                              | بطريق أصفر العينين منظر جزيرة كامبل                             | الملكة إليزابيث الثانية | 1999           |
| $10            | 140 ملم × 68 ملم | أزرق           | كيت شيبارد زهور الكاميليا البيضاء                               | بطة زرقاءنهر                                                    | الملكة إليزابيث الثانية | 1999           |
| $20            | 145 ملم × 70 ملم | أخضر           | الملكة إليزابيث الثانية مباني البرلمان النيوزيلندي              | صقر نيوزيلندا منظر جبال الألب النيوزيلندية                      | الملكة إليزابيث الثانية | 1999           |
| $50            | 150 ملم × 72 ملم | بنفسجي         | سبيرانا نغاتا دار اجتماعات بورورانجي                            | كوكاكو غابة صنوبرية عريضة الأوراق                               | الملكة إليزابيث الثانية | 1999           |
| $100           | 155 ملم × 74 ملم | أحمر           | إرنست رذرفوردميدلية جائزة نوبل                                  | يلوهيدغابة الزان                                                | الملكة إليزابيث الثانية | 1999           |
| السلسة السابعة |                  |                |                                                                 |                                                                 |                         |                |
| $5             | 135 ملم × 66 ملم | برتقالي        | السير إدموند هيلاري اوراكي/جبل كوك                              | بطريق أصفر العينين منظر جزيرة كامبل كامبل آيلاند ديزي           | رقم 5                   | 2015           |
| $10            | 140 ملم × 68 ملم | أزرق           | كيت شيبارد زهور الكاميليا البيضاء زخرفة منغاروا                 | بطة زرقاءدراكوفيلومسرخس أوراق النخيل                            | رقم 10                  | 2015           |
| $20            | 145 ملم × 70 ملم | أخضر           | الملكة إليزابيث الثانية مباني البرلمان النيوزيلندي زخرفة بوتاما | صقر نيوزيلندا جبل تابواي أو أوينوكو باكيستيجيا                  | رقم 20                  | 2016           |
| $50            | 150 ملم × 72 ملم | بنفسجي         | سبيرانا نغاتا دار اجتماعات بورورانجي زخرفة بوتاما               | كوكاكو منتزه بيورورا فورست فطر أزرق                             | رقم 50                  | 2016           |
| $100           | 155 ملم × 74 ملم | أحمر           | إرنست رذرفوردميدلية جائزة نوبل زخرفة واكارو كوتاهي              | يلوهيدديكلانا اجريجياوادي إجلينتون (في حديقة فيوردلاند الوطنية) | رقم 100                 | 2016           |

## وصلات خارجية
- عملات ورقية من نيوزيلندا (بالإنجليزية) (بالألمانية)

(بالفرنسية)